# Fiera internazionale di Tripoli

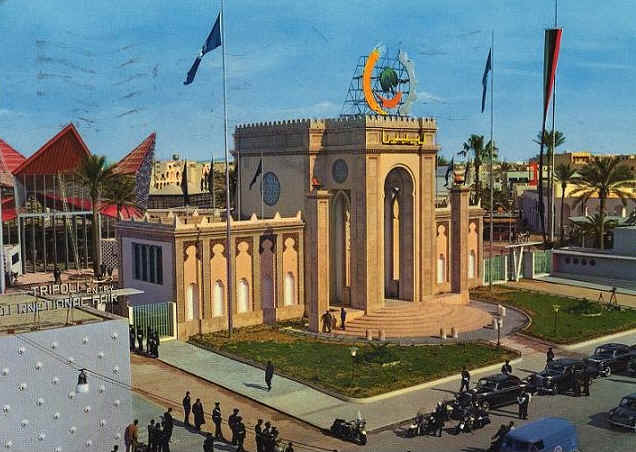
Fiera internazionale di Tripoli ("TIF") nel 1966

La Fiera internazionale di Tripoli (in arabo معرض طرابلس الدولي‎?, Maarad Tarables A'Dawli; in inglese: Tripoli International Fair, abbreviato "TIF"), è un'esposizione commerciale che si svolge annualmente a Tripoli in Libia dal 1927.

## Vicende storiche
La Fiera internazionale di Tripoli fu creata nel 1927 dal governo italiano ed attualmente è la più antica tra le Fiere africane esistenti.

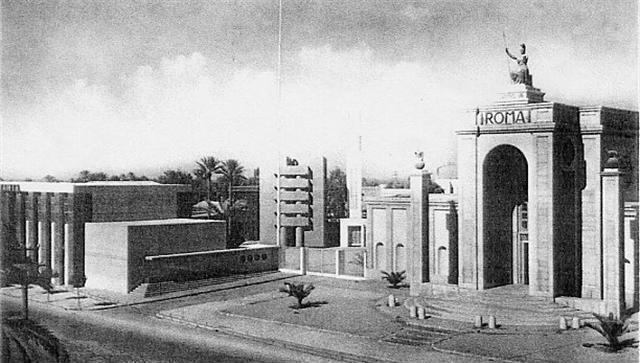
Fiera internazionale di Tripoli nel 1939

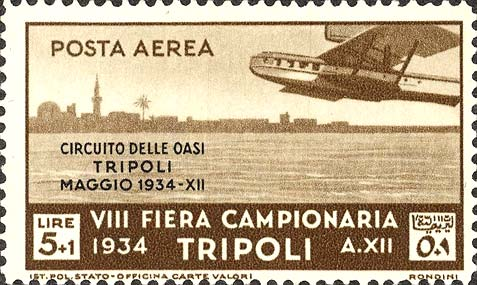
Francobollo italiano celebrando la Fiera di Tripoli del 1934

La Fiera era una delle più rinomate fiere dell'epoca coloniale negli anni trenta e veniva promossa unitamente al Gran Premio di Tripoli come emblema della Libia italiana fascista. L'architetto Alessandro Limongelli nel 1929  ne progettò e realizzò il Padiglione di Roma per la terza Fiera Campionaria di Tripoli, inaugurata il 7 aprile dello stesso anno. In precedenza nella seconda Fiera Campionaria del 1928,ne aveva progettato e realizzato l’Arco di Trionfo e la Tribuna d’Onore per i Reali d’Italia giunti per l’inaugurazione della Fiera internazionale di Tripoli; ancora prima nel 1927 aveva diretto i lavori del Padiglione di Roma per la Prima Fiera di Tripoli, su progetto  del suo collega architetto Felice Nori.
L'edizione del 1934 rimase famosa internazionalmente perché fatta in associazione con il primo volo nelle oasi del deserto libico ("Circuito delle oasi"), ed un francobollo ne celebrò l'evento.
La seconda guerra mondiale la bloccò per alcuni anni, danneggiandone alcune strutture nel 1943. Ma negli anni cinquanta la Fiera fu rinnovata e ripresa anche se con ridotte dimensioni.
Attualmente -nell'edizione del 2010- partecipano al "TIF" oltre 1000 espositori arabi ed europei, provenienti da 29 nazioni. L'organismo organizzatore del TIF è il "General Board of Fairs" (GBF).